# 巴哈伊信仰的派系
巴哈伊信仰的领导权被挑战的情况，常常发生在其核心人物去世的时候。大多数巴哈伊跟随自巴哈欧拉、阿博都巴哈、守基·阿芬第、监护者至世界正义院的这一延续的信仰核心。分裂出的教派一直没有吸引成规模的信徒。从这个意义上来说，巴哈伊信仰只有一个主要的分支，分裂出的团体或者随着时间而自行消散、或者人数一直维持在一个很小数目上，大约只占所有500万巴哈伊的千分之一。而全球巴哈伊社区一直维持其团结。
巴哈伊文献将信仰核心的继承人称为保持巴哈伊统一的次约。那些挑战被广泛接受的信仰核心的人被其他巴哈伊信徒称作圣约破坏者，并不与其来往。

## 阿博都巴哈任职期间
巴哈欧拉在海法的阿卡被软禁直至其1892年去世。根据巴哈欧拉的遗嘱，他的长子阿博都巴哈被指定为权力中心，巴哈欧拉与其第二位妻子的最年长儿子--米尔扎·穆罕默德·阿里被指定地位仅次于他。
根据阿博都巴哈圣约中心的角色，他成为了巴哈伊社区的领袖。很快的，米尔扎·穆罕默德·阿里抱怨阿博都巴哈未与他分享权力，并开始从事反对他哥哥的行为。大部分巴哈欧拉第二位和第三位妻子的家庭成员支持穆罕默德·阿里，但在海法之外的地方追随他的人并不多。
穆罕默德·阿里联合了奥斯曼帝国当局进行危害阿博都巴哈的活动导致阿博都巴哈被重新逮捕并被限制在阿卡居住；同时，相关调查委员也因此被建立，几乎导致阿博都巴哈被进一步流放至北非；直到奥斯曼帝国的囚犯因青年土耳其人革命都被释放后，阿博都巴哈的危险才彻底解除。同时，原为天主教徒的叙利亚人Ibrahim George Kheiralla改信了巴哈伊，并在他移居去美国后建立了第一个美洲的巴哈伊社区。起初，他效忠阿博都巴哈；后来，他开始宣扬阿博都巴哈是耶稣再临，尽管阿博都巴哈努力纠正这个错误，这仍成为当时美国人对巴哈伊信仰的普遍误解。Kheiralla还介入巴哈欧拉儿子们的争斗中，并支持了穆罕默德·阿里。他创立了奉行唯一神论的巴哈伊社团，穆罕默德·阿里的儿子Shuaullah Behai依其父亲的命令移居到美国后，接续领导了该社团。穆罕默德·阿里的支持者称自己为Behaists或一神派巴哈伊。1934年至1937年间，Behai持续发行了英文季刊，刊登穆罕默德·阿里及其他一神派巴哈伊的文章。
阿博都巴哈对那些坚决的对抗者的回应模式类似于巴哈欧拉，他的回应经过三个阶段。开始，阿博都巴哈选择不作公开回应，而是直接或通过中间人与他的弟弟穆罕默德·阿里及其追随者交流，希望双方达成和解；当和解明显失去可能性后，为避免伤害整个社区，阿博都巴哈向全体巴哈伊说明了整件事情，并要求信徒切断涉及相关事宜的人的所有联系；最终，他向被问题影响的主要区域派出了代表以进一步解决问题。这些代表向巴哈伊解释了事情的原委并鼓励信徒切段与相关人员的联系；他们经阿博都巴哈的授权，也进行了劝说那些人回归信仰的工作。在伊朗，这样的角色主要由圣辅担任。
阿博都巴哈在他的遗嘱里面详细说明了穆罕默德·阿里背叛圣约的情形，并认定他为圣约破坏者；同时，他任命守基·阿芬第为信仰的领导者，并授予他圣护的称号。Hasan Balyuzi和Adib Taherzadeh等巴哈伊作家也开始了对穆罕默德·阿里说法的驳斥。这段时期，常被描述为巴哈伊信仰历史上备受考验时刻。 穆罕默德·阿里的追随者则不承认阿博都巴哈遗嘱的权威性, 声称忠诚于巴哈欧拉圣约经中对领导权的安排。

## 守基·阿芬第任职圣护期间

### 任命

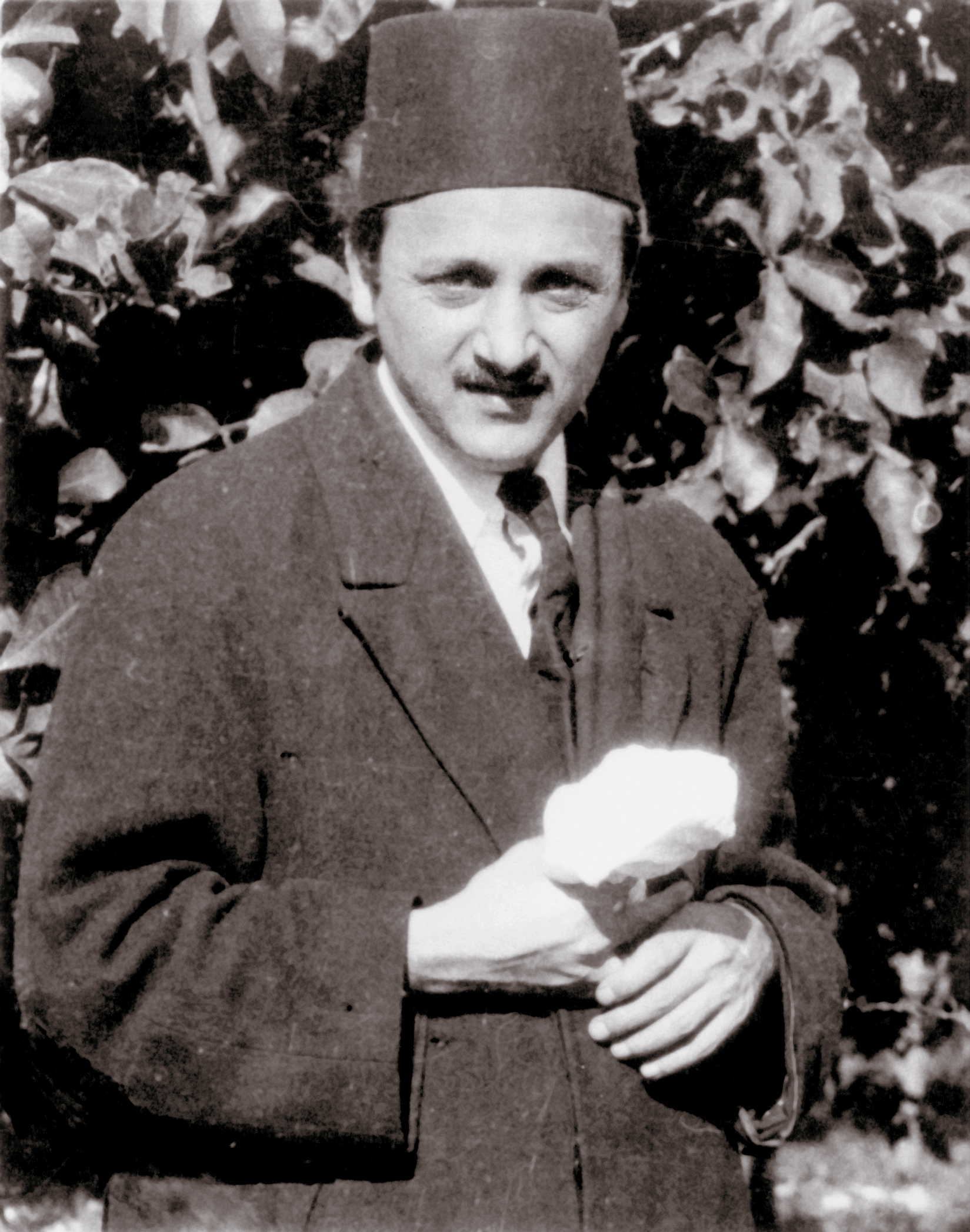
守基·阿芬第在1921年成为圣护。摄于海法。

守基·阿芬第被阿博都巴哈在他的遗嘱中任命为圣护时，年仅24岁。在那之前，他在贝鲁特美国大学及牛津大学贝利奥尔学院接受了西式的教育。
而此时，穆罕默德·阿里再次声称他对巴哈伊社区拥有领导权。他夺取了位于巴吉宅邸的巴哈欧拉陵园的钥匙，驱赶了管理人员，并要求当局确认他是相关财产法律意义上的监护人。但是，巴勒斯坦当局经过一定的调查后，要求在阿卡的英国官员将钥匙交给忠于守基·阿芬第的管理人员。

## 世界正义院的建立
守基·阿芬第在1957年去世时，没有明确指定其圣护职位的继承人。他一生没有子女，同时巴哈欧拉的所有男性后裔都已经以圣约破坏者被驱逐。他亦没有留下遗嘱。守基·阿芬第任命的圣辅一致的投票确认合法的认定圣护已经不可能。整个巴哈伊社区处在一种在阿博都巴哈的遗嘱中没有明确处理方式的情形下。甚至，世界正义院的选举亦未完成，而其是有权就三位巴哈伊核心人物没有明确的事务做出裁决的唯一机构。为了理解
守基·阿芬第在1957年去世后巴哈伊社区的演变，必须理解圣护、圣辅及世界正义院的角色。

### 圣护
除了巴哈欧拉间接提及了阿夫南，圣护的角色直到《阿博都巴哈的遗嘱》公布前均未被提及。守基·阿芬第后来对他的夫人及其他人表示，他在阿博都巴哈去世前并不知道圣护之一机构的存在，更不用说他自己被任命为圣护了。
阿博都巴哈曾经警告要避免他的兄弟穆罕默德·阿里造成纷扰。他亦清楚明确的规定了选择圣护的标准及形式。他要求“圣护务必在其有生之年指定继承人，以免在自己过世后出现分裂。“被指定者要么是圣护的长子或其他阿夫南。最后，阿博都巴哈明确了由所有圣辅中互选产生的九位的监护者的责任，“无论一致或多数选出，他们皆须就圣护所提名之继承人进行表决。”。
遗嘱中亦授予被圣护任命的助手的圣辅以权威，给予其将其认为反对圣护的人“逐出巴哈之民群体”的责任。

### 圣护与世界正义院的关系
圣护及世界正义院的角色是互补的，前者拥有解释圣作的权威性，后者拥有裁决“所有引致分歧之问题、有待澄清之疑点及圣书语焉不详之事项”的灵活性。这两种角色均在《阿博都巴哈的遗嘱》中得到阐明，《遗嘱》中还明确了不服从圣护或世界正义院便是不服从上帝。守基·阿芬第在《巴哈欧拉的世界秩序》进一步说明这两个机构是相互独立的。

### 圣辅的角色
守基·阿芬第去世后，二十七名圣辅商议是否可以合法的任命一名圣护。在1957年11月25日，他们一致宣布圣护“没有明确指定其的继承人”，而“他们有着维护巴哈伊社区团结的责任”，他们亦将将选举出九人，“在世界正义院建立前，接替圣护执行关于信仰的所有职责，维护信仰的利益。”。而这九人以在圣地的圣辅为人所知，他们亦被称为监护者。
他们亦宣布他们仅有权批准圣护的继承人，而非选定，所以他们向巴哈伊社区建议将此问题留待世界正义院成立后再处理。
关于国际巴哈伊委员会何时及如何转换为世界正义院，圣辅提出了守基·阿芬第关于任命产生的委员会，至巴哈伊法庭，至选举产生的机构，至选举产生的世界正义院的计划。在1959年11月，就关于被以色列承认为非犹太教的宗教法庭的事宜，圣辅表示：“由于以色列强烈的世俗化的趋势，这一目标将难以实现”。这一声明意味着宗教法庭将不会被建立，而国际巴哈伊委员会在1961年改组为选举产生的机构，为世界正义院的建立作准备。而圣辅将自己排除在此委员会及世界正义院的合格选举人之外。
随着十年拓展计划预计的世界正义院在1963年选举完成。九位圣辅作为宗教领导机构的过渡期也就此结束。

### 查尔斯·梅森·里米
查尔斯·梅森·里米是1957年签署圣护生前没有明确指定其的继承人的声明的圣辅之一。他也是被选举为在圣地服务的作为过渡期间信仰领导机构的监护者之一。
1960年4月8日，里米发表声明称其为巴哈伊信仰的第二位圣护。
在许多说服里米撤回他了主张的努力失败后，监护者在1960年7月26日，给国家灵体会发出电报。两天后，监护者正式通知里米其一致决定宣布他为圣约破坏者的决定。